# 高積神社
高積神社（たかつみじんじゃ、正式名称：髙積神社）は、和歌山県和歌山市禰宜にある神社。式内社（名神大社または小2社）論社で、旧社格は村社。
高積山（標高237メートル、通称：和佐山〈わさやま〉）の山頂に上ノ宮、山麓に下ノ宮が鎮座する。別称を「高社」「高宮」「高御前」「高三所明神」とも。

## 祭神
祭神は次の通り。「高三所」の別称は主祭神3柱に因むが、この3柱説は江戸時代に成立したと見られている。
主祭神
- 都麻都比売命 （つまつひめのみこと）
- 五十猛命 （いたけるのみこと）
- 大屋津比売命 （おおやつひめのみこと）

配祀神
- 天照皇大神、須佐男命、八王子神
- 大山祇神、気津別神、応神天皇
- 神功皇后、比賣大神

## 歴史

### 概史
創建は不詳。当社には『延喜式』神名帳の紀伊国名草郡に「都麻都比売神社 名神大 月次新嘗」として載る名神大社、または「高積比古神社」「高積比売神社」として載る式内小社に比定する説がある。
「都麻都比売神」としての史料の初見は『続日本紀』大宝2年（702年）の記事において、伊太祁曽・大屋都比売・都麻都比売3社を分遷したという記事である。『新抄格勅符抄』大同元年（806年）牒では、紀伊国の「都麻頭比売神」に対して13戸が給されている。関連して、承平年間（931年-938年）頃の『和名類聚抄』では紀伊国名草郡に「津麻（津摩）郷」が見えるが、これは「津麻神戸」を意味するとされる。
神階としては、貞観元年（859年）に伊太祁曽神・大屋都比売神とともに「神都摩都比売神」として従四位下に昇った。
延長5年（927年）成立の『延喜式』神名帳では紀伊国名草郡に「都麻都比売神社 名神大 月次新嘗」として、名神大社に列するとともに月次祭・新嘗祭で幣帛に預かった旨が記載されている。『紀伊国神名帳』では天神として「従四位上 都摩都比売大神」と記載されるが、正一位に昇った伊太祁曽大神とは神階が開いた。なお、同帳では関連して「従四位下 妻都比咩大神」の記載が見える。
日前神宮・國懸神宮と和佐荘との間で起こった水論（日前国懸神宮と高大明神の用水相論）での永享5年（1433年）の言上状では、高積神社が古くは日前宮の地にあったといい、のちに鎮座地を移って山東、のち和佐山へと遷座したとする伝を載せている。この伝には『続日本紀』大宝2年（702年）の記事とも一致が見られることから、『紀伊続風土記』では高積神社が都麻都比売神社である可能性が高いとしている。この水論では和佐荘側に当社が擁立されており、当社は日前宮に対抗出来るだけの権威を有していたとされる。
上記の一方、当社には式内社「高積比古神社」「高積比売神社」を比定する説もある。この説を最初に述べたのは『紀伊国名所図会』であるが、同書では祭神3柱を高津比古神・高津比売神・気鎮神であるとしている。
明治6年（1873年）に入り、近代社格制度では村社に列した。明治43年（1910年）には気鎮神社をはじめとして和歌山市和佐地区内の10数社を合祀した。

### 神階
- 「都麻都比売神」に対する神階奉叙の記録
  - 貞観元年（859年）正月27日、従五位下勲八等から従四位下勲八等 （『日本三代実録』） - 表記は「神都摩都比売神」。
  - 従一位上 （『紀伊国神名帳』） - 表記は「都摩都比売大神」。「従四位上」の誤記か。
- 「高積比古神」に対する神階奉叙の記録
  - 従四位上 （『紀伊国神名帳』）
- 「高積比売神」に対する神階奉叙の記録
  - 従四位上 （『紀伊国神名帳』）